# Javier García Rubio
Francisco Javier García Rubio (Bolaños de Calatrava, Ciudad Real, 7 de enero de 1990) es un jugador de balonmano español que milita actualmente en el Club Balonmano Ciudad de Málaga de la División de Honor Plata.

## Historia
Este jugador, comenzó su andadura en el balonmano en las escuelas municipales de su pueblo, Bolaños de Calatrava. Posteriormente, se formó en las categorías inferiores del FC Barcelona.
En la temporada 2011-2012 fue cedido por el club azulgrana al Balonmano Aragón. Esta fue su primera temporada en la máxima categoría nacional de balonmano, la liga ASOBAL. En la siguiente temporada fichó por el equipo de Zaragoza y se consolidó en su posición. Al terminar la temporada fichó por el equipo francés del HBC Nantes para la temporada 2013-2014.
En junio de 2014 fichó por el Naturhouse La Rioja de la Liga ASOBAL. Después de tres años en el equipo Riojano, se ha incorporado a las filas del club castellano-manchego (Asociación Deportiva Ciudad de Gualadajara).
Juega en la posición de pivote. Ha jugado en las categorías inferiores de la selección española. Ha participado en diferentes torneos europeos e internacionales con la selección española, como un torneo junior en el 4 Naciones y el Campeonato de Europa junior entre otros, además de participar en un partido amistoso con la selección absoluta contra un combinado de las estrellas de la Liga Asobal en el año 2015.